# 紫電改
川西 N1K-J 紫電
紫電改三（N1K4-J）試作機
- 用途：戦闘機
- 分類：局地戦闘機
- 設計者：菊原静男
- 製造者：川西航空機（現新明和工業）
- 運用者： 大日本帝国（日本海軍）
- 初飛行：1942年12月27日
- 生産数：1,422機
- 退役：1945年8月15日
- 運用状況：退役

紫電（しでん）は、太平洋戦争期に開発・運用された大日本帝国海軍の戦闘機。水上戦闘機「強風 (N1K)」を改良・設計変更して陸上戦闘機化した機体である。初期型の制式名称は紫電一一型、後期型の制式名称は紫電二一型であるが、二一型は紫電改（しでんかい）の通称でも知られる。
なお、本機の正式名称はあくまで「紫電」であり、「紫電改」は二一型の通称に過ぎないが、第三四三海軍航空隊をふくめ、日本海軍の当事者達が実際に使用していた「紫電改」という名称の方が有名であるため、本記事名は「紫電改」となっている。
本来、零戦（零式艦上戦闘機）の後継機となる次期主力戦闘機として、艦上戦闘機としては「烈風」、局地戦闘機としては「雷電」が採用される予定だった。しかし、両機ともに開発が難航し実用化が遅れていたため、それまでの繋ぎとして応急的に開発されたのが紫電である。だが、雷電は実戦投入が遅れ、烈風は終戦までに開発が間に合わず、そして紫電改が期待以上の高性能だったことにより、本機が事実上の零戦後継機として運用されるに至り、戦争後期における日本海軍の主力戦闘機として活躍した。
また、紫電改の生産機数は400機程度であり、戦局に大きな影響を与えたとは言い難いが、戦争末期に精鋭部隊の第三四三海軍航空隊「剣部隊」に集中配備されて活躍した。終戦後に数多くの漫画作品や映像作品などで題材となり、多大な知名度を獲得した。本機は後述するように日本海軍、ひいては日本軍の戦闘機の中で最優秀の一つとされ、大東亜決戦機と称された陸軍の四式戦闘機「疾風」と双璧を成す優秀機とされる。

## 名称
「紫電改」の名称は、兵器名称付与標準に基づき制式採用前の試製機として「試製紫電改」とされたものが初出である。試製機は他に「仮称紫電二一型」とも称された。兵器採用後の制式名称は「紫電二一型」となった。
昭和19年4月7日内令兵第27号「航空機の名称」では、「試製紫電改」は「実験機」であって、「試製紫電ノ機体改造及兵装強化セルモノ」として定義されている。昭和20年4月11日海軍航空本部「海軍飛行機略符号一覧表」における二一型以降の名称は、「試製紫電改(二一型)」「試製紫電改甲(二一甲型)」「試製紫電改一(三一型)」「試製紫電改二」「試製紫電改三」「試製紫電改四」「試製紫電改五」と呼称されている。連合艦隊参謀長草鹿龍之介中将は「紫電改」と言及した。
日本海軍の関係者からは「紫電一一型」と「紫電改」の呼称の他に、「紫電一一型」と「紫電二型（紫電改）」、紫電が「J」、紫電改が「J改」と呼称されることもあった。三四三空の戦時日記や戦闘詳報でも「紫電改」「紫電二一型」の両方の記述があり、軍中央で「紫電」と統一表記したり、呼称は統一されていなかった。
連合軍側が紫電に名付けたコードネームは"George"（ジョージ）。なお低翼化した二一型は一一型と外観が大きく異なるので、一一型とは別機だと誤認され、さらに疾風や零戦などの他機種と誤認報告されることがあった。戦後になってから紫電一一型が"George11"、紫電二一型が"George21"と区別された。

## 開発経緯と戦歴

### 「強風」の陸上機化

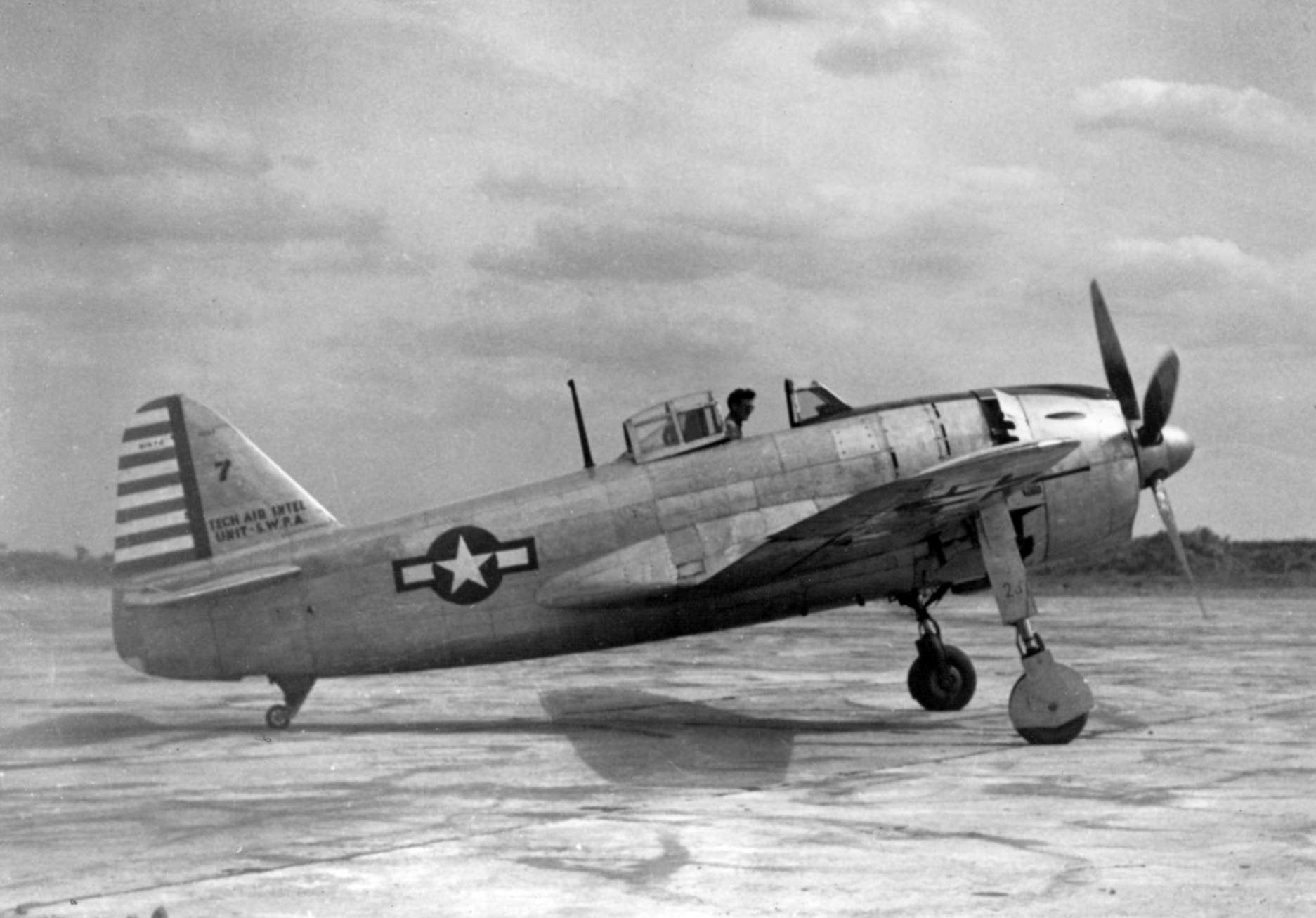
戦後アメリカに引き渡されてアメリカ本土でテスト飛行を行う紫電一一甲型（N1K1-Ja）。主翼の中翼配置と二段伸縮式の主脚が見て取れる。

1941年（昭和16年）末、川西航空機（以下、川西）は水上機の需要減少を見込み、川西龍三社長の下、次機種制作を討議した。川西社内で二式大艇の陸上攻撃機化、新型艦上攻撃機開発、川西十五試水上戦闘機（「強風」）の陸上戦闘機化の三案を検討した結果、十五試水上戦機陸戦案が決まった。川西の菊原静男設計技師は12月28日に海軍航空本部を訪れ、技術本部長多田力三少将に計画を提案。三菱で開発の進められていた局地戦闘機「雷電」と零戦の後継機「烈風」の開発遅延に悩んでいた日本海軍は川西の提案を歓迎し、その場で承認された。しかし海軍技術者から陸上機製作の経験が浅い川西の技術力に対して疑問の声があがったため審議会が開かれ、1942年（昭和17年）4月15日に「仮称一号局地戦闘機」として試作許可を受けた。
完成を急ぐため可能な限り水上戦闘機「強風」の機体を流用することになっていたが、実際には発動機を「火星」から大馬力かつ小直径の「誉」へ換装したこと、尾輪を装備したことなどから、機首部の絞り込みや機体後部が大幅に変更されており、そのまま使用できたのは操縦席付近のみであった。しかし主翼については、車輪収容部分を加えた他はほぼ原型のままで、翼型も航空研究所で開発されたLB翼型（層流翼）が強風から引き継がれている。自動空戦フラップも装備していたが、初期段階ではトラブルに見舞われた（後述）。
1942年（昭和17年）12月27日に試作一号機が完成し、12月31日に伊丹飛行場（現在の大阪国際空港）で初飛行を行ったが、当初から「誉」の不調に悩まされた。川西は「紫電ではなくエンジンの実験だ」という不満を抱き、志賀淑雄少佐（テストパイロット）も「完成していなかった『ル』（誉の略称）の幻を追って設計された」と述べている。搭乗員の岩下邦夫大尉はエンジンの不調と共に紫電の操縦席に排気ガスが入ってきて苦労したという。
紫電は「強風」の中翼形式を継承しており、降着装置の主脚にある程度の長さを必要としていたが、長すぎると格納時に多くの空間を占有するのが問題となった。そこで主脚を二段式とし油圧で伸縮する機構を採用した。試作型では主脚を縮めるのに1-2分かかり、後に20秒に改善された。ブレーキの効きが左右で違うこともあり、ベテランパイロットであっても安心して着陸できなかった。脚部収納にかかる時間は、零戦が12秒に対し紫電二一型は9秒と若干短縮されている。また着陸時には引き込み脚部のトラブルにより、三四三空戦闘301隊では1945年（昭和20年）1月1日から8日にかけて、3日に1機の割合で脚部故障により紫電を失っている。
離着陸時の事故の多発、前方視界不良、連合国軍の新鋭機に対する速度不足などの問題は紫電につきまとった。計画では最高速度653.8km/hを出すはずだったが、実測値は高度5,000mで570.4km/hであった。上昇力は5,000mまで5分32秒 、航続距離（増槽なし）全力30分+巡航（高度3,000m、360km/h）で2.8時間という性能だった。速度低下の原因は、オクタン価が100の燃料を節約するため92オクタンで代用したこと、翼下面に20mm機銃をおさめたポッドを装着したことによる抵抗力の増大等が指摘される。しかし試作機は、問題未解決のまま1943年（昭和18年）7月24日に軍に領収され、8月10日に「紫電一一型」として量産が命じられた。これは、従来の海軍主力戦闘機である零戦では英米軍の新鋭戦闘機に太刀打ちできなくなってきたこと、ようやく完成した雷電の実戦配備が遅れていたことが主な原因である。だが、紫電の操縦参考書には「紫電は強風を急速に陸上戦闘機に改設計したものだから、計画と設計の不備により、改善の余地大なり」と記されていた。
零戦に比べて防弾装備が強化された。紫電では、主翼や胴体内に搭載された燃料タンクは全て防弾タンク（外装式防漏タンク）であり、更に自動消火装置を装備した。米軍の調査によると、燃料タンクにセルフシーリング機能は無かったとされるが、2007年（平成19年）にオハイオ州デイトンにおいて復元のため分解された紫電二一型甲（5312号機）の燃料タンク外側に防弾ゴムと金属網、炭酸ガス噴射式自動消火装置が確認できる。操縦席前方の防弾ガラスは装備されていたが、操縦席後方の防弾板は計画のみで、実際には未装備だったとされている。笠井によれば、後部には厚さ10cmくらいの木の板しかなく、後方に不安を抱えていたという。
本機は遠方から見るとF6Fとよく似ており、日本海軍パイロット自身が誤認しかけるほどだった。味方から誤射されることもあり、1945年（昭和20年）3月20日には戦艦大和 が哨戒飛行中の紫電改（笠井智一搭乗機）を誤射した。陸軍機も紫電改を誤射することがあり、笠井は疾風（四式戦）4機に空戦を挑まれ、交戦直前で陸軍機側が気付いたという。同士討ちを避けるため、知覧町の陸軍基地に零戦五二型、紫電一一型、紫電改が出張して陸軍兵に実物を見せたことがある。8月12日にも友軍地上砲火で3機が被弾、不時着している。

### 水上戦闘機の血を引く特異性
強風から引き継いだ主翼は翼根の取付角が4度と戦闘機としては異例に大きい。飛燕が0度、Fw190が3度で大半の戦闘機がこの範囲におさまっている。一般に水上機は陸上機に比べ翼面荷重を低くされるが、高速を要求された強風は高めに設計され、離水性能を確保するためプロペラ圏内の主翼取付角を欲張ったと思われる。その結果、初飛行した強風はフラップを納めた途端に翼根失速の乱流が水平尾翼を叩いて振動を起こしており、中翼でありながらフィレットを大型化する対策を講じている。低翼の紫電改はさらに大型のフィレットを要し、空力と重量で不利益となった。なお、同じ川西航空機で最初から陸上戦闘機として設計された J6K1陣風 の主翼取付角は2度である。
またA-1スカイレイダーの主翼取付角は本機と同じ4度だが翼根にNACA2417という旧来翼型を使っており、胴体下部を角型断面としてフィレット無しで済ませている。左右フラップ間の内寸は胴体幅と同じであり、フラップの幅、面積がフィレットの存在で減少した強風、紫電（改）とは好対照を成す。

### 一一型の実戦投入
紫電は、第一航空艦隊で新編成される10個航空軍のうち4個（三四一空、三四三空、三四五空、三六一空）が紫電装備を予定するほどの期待を集めたが、1944年（昭和19年）1月に紫電を優先配備することが決まっていた第三四一海軍航空隊でさえ、零戦との交替は遅々として進まず、7月の時点でも編隊飛行訓練を九三式中間練習機で行っていた。紫電の生産は遅れ、三四三空は零戦で戦い、三四五空、三六一空は紫電の供給もなく解隊された。
1944年（昭和19年）8月から9月にかけて三四一空が台湾・高雄に進出し、10月にはウィリアム・ハルゼー提督率いる第38任務部隊を迎撃した。10月12日、紫電31機と米軍機60機が交戦し、米軍機撃墜10、紫電14機喪失という初陣であった。10月15日まで台湾沖航空戦を戦った。11月、三四一空と二〇一空はフィリピンに進出してレイテ沖海戦に参加する。紫電は米軍新鋭機との空中戦、強行偵察、米魚雷艇攻撃など多様な任務に投入され、機材と搭乗者双方の疲弊により消耗していった。1945年（昭和20年）1月7日、三四一空から特攻機・直掩機ともに紫電で編成された特攻隊が出撃した。こうして三四一空は装備する紫電を全て失い、フィリピンから台湾へ撤退した。
宮崎勇は、零戦に比べて機銃の命中率が高く、高空性能・降下速度は優れていたが、鈍重で空戦性能は零戦より遥かに劣る「乗りにくい」戦闘機であったと評する。三四一空飛行隊長だった岩本邦雄や二〇一空搭乗員だった笠井智一は、紫電はF6Fには手も足も出なかったという。初めて紫電を見た笠井は、紫電がF4Fと酷似していたと証言。陸軍の誤射で撃墜された機体や、逆に米軍機を誤認させて接近し撃墜した例もあるという。

### 二一型の開発

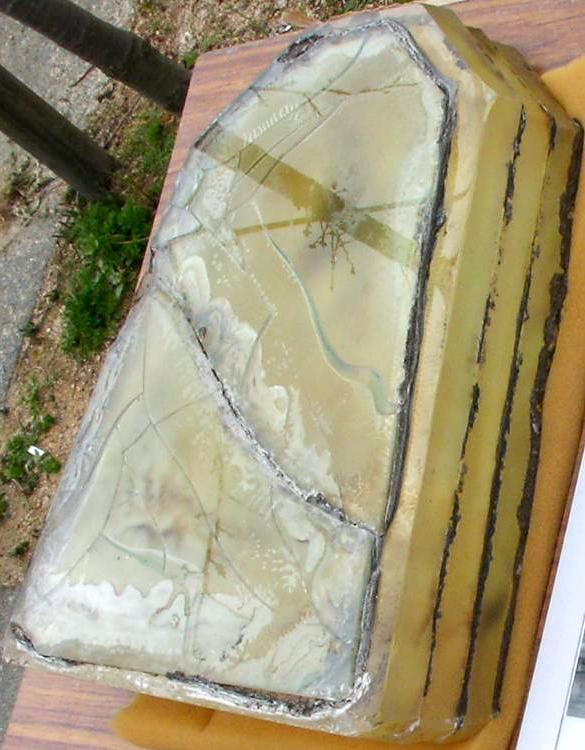
紫電二一型の防弾ガラス。厚さ20 mmの硬化ガラスを3枚積層している。

紫電一一型は川西の設計陣にとっても満足できる戦闘機ではなく、紫電の試作機が飛行してから5日後の1943年（昭和18年）1月5日には、紫電を低翼化した「仮称一号局地戦闘機兵装強化第三案」の設計に着手した。海軍は川西の計画を承認し、3月15日、正式に「仮称一号局地戦闘機改 N1K2-J」の試作を指示した。12月31日、N1K2-Jの試作一号機が完成した。
この試作機は、主翼の外形は強風/紫電一一型と同様であったが、中翼式から低翼式に変更された、トラブルが多かった二段伸縮式主脚は、主翼の低翼化に伴って全長を短縮できたため廃止された。また、胴体全体を「誉」の直径に合わせて絞り込んだことで離着陸時の前下方の視界も改善された。胴体は400 mm延長され、水平尾翼は400 mm取り付け位置が下げられており、全長が460 mm増大し、一一型に比べてスマートな印象となっている。自重は一一型の約2900kgだったのに対し、二一型は約2650kgとなり、250 kg軽量化された。部品点数は紫電一一型の2/3に削減され、量産性が向上した。零戦が採用した「操縦索の剛性低下」と同様、低・高速度域における操舵感覚と舵の効きの平均化を可能とする腕比変更装置が導入された。
一一型に比べて武装も改善された。N1K1-Ja（一一甲型）までは、主翼内20mm機銃2挺＋主翼下ガンポッド型20mm機銃2挺だったのに対し、N1K2-Jではガンポッド型の機銃を廃止し、20mm機銃4挺を全て主翼内配置に改めている。ガンポッドの廃止は空気抵抗を減少させ、高速化に寄与した。また、円筒型弾倉の代わりにベルト給弾方式に変更されたことで、携行弾数が400発（機銃1挺当たり100発）から900発（主翼内側機銃は1挺当たり200発、主翼外側機銃は1挺当たり250発）に増加し、継戦能力が向上した。
「強風」以来の自動空戦フラップも改良により実用性を高めた。当時、川西航空機検査部のテストパイロットだった岡安宗吉はこれを評価している。開発者である田中賀之によれば、紫電のテストパイロットである志賀淑雄は空戦性能の向上を評価したという。試作機や初期量産型紫電において自動空戦フラップのトラブルが続出した。この初期欠陥は順次改修され、実戦に配備された紫電において故障は皆無であった。紫電改のテストパイロットをつとめて空母「信濃」に着艦した山本重久は、紫電では信頼性が低かった自動空戦フラップだが紫電改では作動確実とし、1945年（昭和20年）2月17日における紫電改での実戦でも有効に活用して米軍機を撃墜している。笠井智一兵曹も、4月12日喜界島上空の戦闘で米軍機と格闘戦を行い、自動空戦フラップの絶大な効果を体感した。
1944年（昭和19年）1月、志賀淑雄少佐、古賀一中尉、増山兵曹らによってN1K2-Jのテスト飛行が行われ、志賀は「紫電の欠陥が克服されて生まれ変わった」と高い評価を与えた。また志賀が急降下テストを行った際には、計器速度796.4km/hを記録し、零戦に比べて頑丈な機体であることを証明。最大速度は11.1〜24.1km/h、上昇性能、航続距離も向上し、空戦フラップの作動も良好だった。日本海軍は「改造ノ効果顕著ナリ」と判定し、4月4日に全力生産を指示する。1944年（昭和19年）度中に試作機をふくめて67機が生産された。1945年（昭和20年）1月、「紫電二一型（N1K2-J）」、通称「紫電改」として制式採用された。
乙戦（迎撃戦闘機）でありながらも甲戦（制空戦闘機）としても使える紫電改を高く評価した海軍は、開発中の新型機を差し置いて、本機を零戦の後継の次期主力制空戦闘機として配備することを急遽決定した。1944年（昭和19年）3月には三菱に雷電と烈風の生産中止、紫電改の生産を指示した。航空本部は19年度に紫電と紫電改合計で2,170機を発注、20年1月11日には11,800機という生産計画を立てた。しかし空襲の影響で計画は破綻し、川西で406機、昭和飛行機2機、愛知2機、第21航空廠で1機、三菱で9機が生産されたに留まる。
また、紫電改は強風を基に度々改造を重ねた機体故、性能的な陳腐化は零戦より早いと海軍は見込んでいた。実際に制式採用から僅か3,4ヶ月後の昭和20年5月頃には昭和21年以後を見越した次期主力機の開発が開始されていた。間に合わなかったものの、本機の更なる性能向上型の他に、凍結された陣風の試作再開などが検討されていた。
1943年（昭和18年）以降のF6FやF4U、P-51ら連合軍新鋭機の登場によって急速に現実問題化した零戦の旧式化にもかかわらず、零戦後継機として軍が本命視していた次期甲戦の烈風は1944年（昭和19年）になっても試作途中段階に留まっており、量産配備はまだ先との見積もりであった。これに業を煮やした海軍は紫電の生産ラインを多少改変すれば生産可能であった本機を機体分類上は乙戦のまま、1944年（昭和19年）4月の段階で零戦の後継機として選定し、生産を指示した。この決定の影響により、分類上は迎撃戦闘機である乙戦のままであったにもかかわらず、実戦では主な配備先の三四三空を始めとした部隊では零戦に代わる次世代『制空戦闘機』として運用されていく事になる。
紫電改と同時期に開発され、同じ発動機を搭載する中島飛行機の四式戦闘機「疾風」（以下、四式戦と略）と、紫電改の最高速度を仕様諸元上で比較すると、紫電改の方が劣っている。紫電改の試作時における最高速度は335ノット（620.4 km/h）。全備重量での最高速度は321ノット（596 km/h）/ 5600m､上昇力は6,000mまで7分22秒であった。四式戦初期試作機の最高速度624 - 640 km/h、さらに推力式単排気管に改造された四式戦の後期試作機は、初期試作機より10 - 15 km/hほど速い。当時､紫電や紫電改の発動機である誉二一型は運転制限のため出力が定格より1割ほど低い状態であった｡不具合解決のため試作中だった低圧燃料噴射装置付き誉二三型が完成すれば性能は向上する予定だった。もっとも、同様の運転制限は四式戦に搭載された誉（ハ45特）も受けており、条件は同等と言える。
同じエンジンを搭載し、自重も同等であるが、翼面積は紫電系列が23.5平方メートル、四式戦は21平方メートルであり、紫電改のほうが大きな翼をつけている。翼面荷重（kg/平方m）/馬力荷重（kg/PS）は強風150/2.5、紫電改170/2.2、四式戦180/2.0、零戦二一型107/2.5、零戦五二型120/2.3、烈風143/2.8、F6F167/2.6、F8F197/2.0 。この数値のみで判断すれば、紫電改は四式戦より空気抵抗が増える分やや遅く、かわりに揚力が大きくて旋回性能がよいということになる。山本重久テストパイロットは、横旋回では零戦に苦戦、縦旋回戦闘では零戦に対し断然優位、零戦2機を相手にしても互角に戦え、加速性能・急降下性能ふくめ零戦より優っていたと評価している。
1944年（昭和19年）12月10日、速水経康大尉が搭乗する紫電改が、紫電6機（笠井智一ら）と共に、F-13（B-29の写真偵察型）の迎撃に出動した。これが紫電改の初陣とされる。1945年（昭和20年）2月16日から17日にかけて、硫黄島攻略戦の前哨戦としてアメリカ海軍の空母機動部隊（第58任務部隊）から発進した艦載機が関東地方に侵入（ジャンボリー作戦）。指宿少佐指揮のもと、岩下邦雄大尉、羽切松雄少尉、武藤金義飛曹長の紫電改隊、海軍航空技術廠（空技廠）から山本重久大尉、増山上飛曹、平林一飛曹が乗る試製紫電改が零戦48機、雷電、紫電11機と共に迎撃。米軍機編隊を撃退した上で、岩下、羽切、山本、増久、平林が各1機、武藤が4機撃墜という戦果をあげ、紫電改隊は生還した。零戦は11機、紫電は1機が失われた。

### 三四三空の活躍
1944年（昭和19年）12月源田実大佐（司令）の制空権奪還という構想「戦争に負けているのは海軍が主役をしている海上戦に負けているからである。海上戦に負けるのは航空戦で圧倒されているからである。航空戦が有利に展開しない原因は、わが戦闘機が制空権を獲得出来ないからだ。つまり、戦闘機が負けるから戦争に負けるのだ」によって松山基地で編成された第三四三海軍航空隊（通称「剣」部隊、以下「三四三空」とする）に紫電改が優先的に配備された。「紫電改」と腕の立つパイロットを組み合わせ、更に徹底的な改良が施された無線機（無線電話機）を活用した編隊空戦法により大きな戦果を挙げ、太平洋戦争中盤の1943年後半以降、劣勢の度を濃くしていった日本海軍戦闘機隊に、アメリカ軍を中心とした連合国軍の最新鋭戦闘機と互角に戦える新鋭戦闘機として紫電改は本土防空の任務についた。紫電改の配備が遅れたため、そろわない分は紫電で代用していた。
1945年（昭和20年）3月18日、アメリカ海軍の第58任務部隊（指揮官マーク・ミッチャー提督）より発進した艦上機が西日本各地を襲撃し、九州沖航空戦が勃発した。3月19日、三四三空は初陣で米艦上機160機に対し、紫電7機、紫電改56機で迎撃して、米軍機58機撃墜を報告した（なお米軍側の記録では不時着含む機体の損失は14機、死亡8名である）。
第五航空艦隊（司令長官宇垣纏中将）の命令に従い、三四三空は紫電改で銀河・彗星等の特攻機の護衛任務に就いたが、もともと特攻戦は想定しておらず、紫電改の航続距離も不足しており、奄美大島や喜界島付近にて特攻隊の前路哨戒の制空戦闘を実施した。三四三空は通常の援護ではなく、紫電改で制空権を確保して突撃啓開することで経路を確保する戦法をとっていた。
紫電は、沖縄戦で偵察十一飛行隊、偵察十二飛行隊に配備され、台湾から出撃した。ここでは制空任務だけでなく、強行偵察、戦果確認、索敵任務に投入された。本土防空戦にも数多くの紫電が参加した。5月29日は戦闘403飛行隊6機の紫電がB-29を迎撃して2機を撃墜、7月8日には16機の紫電が50機のB-29、250機のP-51マスタングを迎撃して4機を撃墜するなど、劣勢ながら奮戦している。
1945年（昭和20年）2月17日、ジャンボリー作戦にともなう米機動部隊艦載機との戦闘では、紫電に搭乗していた山崎卓（上飛曹）が横浜市磯子区杉田上空で落下傘降下、山崎は降下の後に暴徒化した市民によって殺害され、以降日本海軍ではパイロットに味方であることを示すため、飛行服及び飛行帽に日の丸を縫い付けることとなる。尾翼にカタカナのヨ－のマークをつけた紫電は横須賀海軍航空隊に配備され終戦まで京浜地区の防空にあたる。
第三航空艦隊では、三四三空に配備されていた機体を除く全ての紫電改、紫電を集め、彩雲、百式司偵と共に爆装することで、米護衛戦闘機や対空砲火の高速突破による高い命中率（命中率25パーセント）を期待している。もっとも紫電改の生産数が月70機を越えることはなく、計画は中止となった。
1945年（昭和20年）10月16日に米軍に引き渡すための空輸の際、米軍のハイオクガソリンを用いて全速で飛ぶ紫電改3機（志賀淑雄少佐、田中利男上飛曹、小野正盛上飛曹が示し合わせて実行。武装撤去、弾薬未搭載のため軽量）に、実弾を装備した監視役の6機のF4Uは置き去りにされそうになったという。

### 戦後の評価
戦後は、三四三空の活躍を描いた映画「太平洋の翼」や、漫画「紫電改のタカ」などの作品で題材となった結果、「遅すぎた零戦の後継機」として話題となる。その経歴や「紫電改」というネーミングが醸し出す語感とロマンなどにより人気を博し、「零戦」「隼」「疾風」と並ぶ代表的な日本軍機として大衆に認知されるに至った。
紫電改で戦った搭乗員からの評価は高く、三上光雄は「軽戦に対する重戦でありながらも零戦の塁を摩する」「零戦は軽戦、紫電改は重戦と言うべく十分使えた」、磯崎千利、松場秋夫は「零戦同様に使えた」と評し、磯崎は最大の欠点として高速ダイブ中の戻りに対する強度不足を挙げている。笠井智一、佐藤精一郎は失速性その他に注意しながらも紫電改で戦えたことを最高の誇りとし、20mm4挺の威力と包路線型フラップの効用を評価した。岩下邦雄や笠井智一はF6Fと互角に戦える素晴らしい機体として歓迎した。笠井によれば、紫電改にとって最も手強かった米軍戦闘機はF6Fで、紫電と紫電改には雲泥の差があり、紫電改配備後の訓練搭乗機に紫電を指定されると、全員が気落ちしたという。本田稔は、当時の若年搭乗員で12機編隊着陸が一様にできた操縦性、腕比利用による高低速両用の操縦性を評価し、戦後の三菱テストパイロットとしての外遊資料から大戦末期における双璧は紫電改とP-51であると述べている。紫電改のテストパイロットだった志賀淑雄は紫電改は猪のように何にでも食いついていけるおてんば娘で使える機体だと思ったという。当機での実戦経験はないが教育に関わった坂井三郎は、航続力がない点からみれば九六艦戦時代に逆戻りした感があるが、極めて斬新な設計（空戦フラップ）が施された優秀な戦闘機と評していた。しかし、晩年には「制空戦闘機とも局地戦闘機ともいえない中途半端な戦闘機」と評して批判的になった。坂井は、三四三空に教官として着任した際に『局地戦闘機 紫電一一型空中使用標準参考』（一一型を紫電改と間違えている）を制作したとして、空戦フラップを「旋回性能は良くなるが、作動の面で信頼性に欠けた」「舵が効きすぎた時の修正が難しい」など批判するが、「水銀の表面が酸化して導通が悪くなり、油圧機が誤作動する（水銀は常温で酸化しない）」などの非科学的な内容を含んでいる。
米技術雑誌『ポピュラーメカニクス』では、米空軍の試験で紫電改のマグネトーを米製に替え、100オクタン燃料を使って空軍で飛行した結果、速力はどの米戦闘機にも劣らず、機銃威力は一番強いと紹介された。
ピエール・クロステルマンの著書「空戦」では、紫電改が高度6,000mでP-51マスタング44年型と同程度のスピードを発揮したことからマスタング44年型のカタログスペックを基準とした最高速度時速680km/hとしている。また、川西航空機設計課長だった菊原静男によれば、1951年（昭和26年）に来日した米空軍将校団の中にアメリカで紫電改をテストした中佐がおり「ライトフィールドで紫電改に乗って、米空軍の戦闘機と空戦演習をやってみた。どの米戦闘機も紫電改に勝てなかった。ともかくこの飛行機は、戦場ではうるさい存在であった」と評したという。
スミソニアン博物館に展示されている紫電改の説明文に「太平洋で使われた万能戦闘機のひとつである」とされながらも「B-29に対する有効な邀撃機としては高高度性能が不十分であった」と書かれているように、局地戦闘機としては高高度性能が優れているとは言えなかった。これは日本機に共通する欠点で、排気タービン過給器(ターボチャージャー)や二段式機械過給機（スーパーチャージャー）を実用化できなかったためである。なお、この紫電改の高高度性能不足の対策として、一時は生産中止されそうになった雷電の生産促進がなされている。主力戦闘機として大生産計画が立てられたものの、実戦配備がB-29による本土爆撃が本格化した1944年（昭和19年）末であったこともあって紫電改の生産数は約400機に留まり、「大東亜決戦機」として3,000機以上生産され、文字通り大戦末期における陸軍の主力戦闘機となった四式戦とは対照的と評価されることがある。近藤芳夫（疾風開発者）は「疾風は一撃離脱のキ44（鐘馗）が原点。紫電改は空中格闘戦に拘っていた」と述べている。
Mike Spick "The Illustrated Directory of Fighters"によると、N1K2-J(紫電改)は高度19,030フィート(5,800 m)において最高速度416マイル(669 km/h)、海面高度において最高速度358マイル(576 km/h)、上昇率は高度20,014フィート(6,100 m)まで6分6秒との性能が記載されている。これらの数値は連合軍による鹵獲機での試験データに基づく数値と注釈で触れられているが、元となった試験情報の出典など詳細は不明である。英国のブランフォード社『原色航空機百科』（K.マンソン著）では「太平洋戦線に出現した日本機中、最もすばらしいもののひとつであった」と高く評価されている。

## 型式一覧
強風一一型（N1K1）
紫電の原型となった水上戦闘機。
仮称一号局地戦闘機/紫電一一型（N1K1-J）
強風を設計変更して陸上戦闘機化し、発動機を火星一三型から誉二一型に換装した極初期型。武装は翼下のガンポッドに20mm機銃2挺、胴体7.7mm機銃2挺。
紫電一一甲型（N1K1-Ja）
胴体の7.7mm機銃を廃止し、翼内20mm機銃2挺を追加した武装強化型。
紫電一一乙型（N1K1-Jb）
翼下ガンポッド内の20mm機銃を廃止して翼内に20mm機銃4挺を内蔵した型。増速用火薬ロケット6本装着の機体存在。
紫電一一丙型（N1K1-Jc）
一一乙型の爆装能力を、60kg爆弾4発または250kg爆弾2発に向上させた型。試作のみ。
仮称一号局地戦闘機改/試製紫電改/紫電二一型（N1K2-J）
紫電改の最初の量産型で99機生産された。51号機以降は20mm機銃の取り付け角度を3度上向きに変更。爆弾投下は手動式。
紫電二一甲型（N1K2-Ja）
二一型の爆装能力を60kg爆弾4発または250kg爆弾2発に向上させ、垂直安定板前縁を削り面積を13%減積した型。テストパイロットを務めた山本重久少佐によると、操縦性と安定性のバランスが改善された。生産機101〜200号機。
試製紫電改一/紫電三一型（N1K3-J）
爆弾投下器を電気投下式に改良。発動機架を前方に150mm延長し、機首に三式十三粍機銃一型2挺を追加。燃料タンクを内袋式防弾タンクとしたもの。生産201号機以降で、1945年（昭和20年）2月に少数が生産。
試製紫電改二（N1K3-A）
試製紫電改一に着艦フック、尾部の補強などの改造を施し艦上戦闘機としたもの。試作2機。1944年（昭和19年）11月12日、山本久重少佐の操縦で東京湾で行われた航空母艦信濃での着艦実験に参加。
試製紫電改三（N1K4-J）
三一型の発動機を低圧燃料噴射装置付きの誉二三型（NK9H-S ハ四五-二三型）に変更した型。鳴尾517、520号機のみ。
試製紫電改四（N1K4-A）
試製紫電改三に着艦フックなどを追加した艦上戦闘機型。試作機が製作されたとされている。
試製紫電改五（N1K5-J）
二一甲型の発動機を次期艦上戦闘機となるはずであった「烈風」と同じハ四三-一一型（離昇2,200馬力）に変更した型。13mm機銃は廃止され、機首の形状が変わった。完成直前に工場被爆によりテスト飛行中止。二五型、もしくは五三型とも表記される。
仮称紫電性能向上型
発動機を二段三速過給器付きの誉四四型（ハ四五-四四型）に換装した航空性能向上型。計画のみ。
仮称紫電練習戦闘機型（N1K2-K）
二一型を複座とし練習機としたもの。胴体は延長されておらず、速力若干低下。小数機生産。
紫電改鋼製型
紫電改を鋼製化したタイプで、計画のみ。重量が増大するため、翼端延長の予定。

## 現存する機体

### 実機
現存する実機は全て二一型となり、一一型は存在しない。3機が米国に輸送され、スミソニアン博物館の国立航空宇宙博物館、ペンサコーラ海軍航空基地内 国立海軍航空博物館、ライト・パターソン空軍基地内 国立アメリカ空軍博物館にそれぞれ展示されている。日本国内では、1978年（昭和53年）に愛媛県の久良湾から引き揚げられた機体が南予レクリエーション都市内の紫電改展示館で保存されているほか、鹿児島県阿久根市沖に林喜重少佐の機体が沈んでいる。

### 部品
福岡県築城郡築上町の小原地区には、二一型のプロペラが保存されている。1945年8月8日の八幡大空襲の際に出撃した24機のうちの1機で、午前10時15分に4機のP-51との戦闘で撃墜されて同地に墜落した、横堀嘉衛門上等飛行兵曹（戦死後昇進）の機体であることが判明している。プロペラは墜落直後に地元集落の男性が持ち帰ったとされ、P-51による弾痕が残る。2019年に空中戦のガンカメラ映像が見つかったほか、2022年（令和4年）には「小原墜落紫電改プロペラ」の名前で築上町の文化財に指定された。小原地区では、毎年3月に横堀兵曹の慰霊祭を行っている。

### 複製模型
二一型の実物大模型が兵庫県加西市鶉野（うずらの）町にある鶉野飛行場資料館（旧日本軍鶉野飛行場跡地）で展示されている。

## 性能諸元
| 兵器名称           | 紫電一一型 | 試製紫電改                                                           |
| ------------------ | --- | -------------------------------------------------------------------- |
| 機体略号           | N1K1-J | N1K2-J                                                               |
| 全幅               | 12.00m | 11.99m                                                               |
| 全長               | 8.885m | 9.346m                                                               |
| 全高               | 4.058m | 3.96m                                                                |
| 翼面積             | 23.5m² | 23.5m²                                                               |
| 翼面荷重           | 165.96 kg/m²（正規） | 161.5 kg/m²（正規）                                                  |
| 自重               | 2,897kg | 2,657kg                                                              |
| 全備重量           | 3,413kg（軽荷） 3,900kg（正規） 4,321kg（過荷）                                                                              | 3,800kg（正規） 4,000kg～4,860kg（過荷）                             |
| プロペラ           | VDM 油圧式可変ピッチプロペラ 直径3.3m×4翅                                                                                    | VDM 油圧式可変ピッチプロペラ 直径3.3m×4翅                            |
| 発動機             | 誉二一型（離昇出力1,990馬力、最高回転数3,000rpm）                                                                            | 誉二一型（離昇出力1,990馬力、最高回転数3,000rpm）                    |
| 最大出力           | 1,990馬力（離昇） 1,825馬力（高度1,750m） 1,625馬力（高度6,100m）                                                            | 1,990馬力（離昇） 1,825馬力（高度1,750m） 1,625馬力（高度6,100m）    |
| 最高速度           | 計画値：653.8km/h（高度6,100m） 実測値：571～583km/h（高度5,900m）                                                           | 推算値：644.5km/h（高度6,100m） 実測値：594km/h（高度5,600m）        |
| 巡航速度           | 352～370km/h（高度4,000m）                                                                                                   | 352～370km/h（高度4,000m）                                           |
| 上昇力             | 高度6,000mまで7分50秒 | 高度6,000mまで7分22秒                                                |
| 実用上昇限度       | 12,500m | 11,250m                                                              |
| 燃料タンク容量     | 胴体前部270L＋胴体後部260L＋主翼内93L×2＋増槽400L（合計：1,116L）                                                            | 胴体前部270L＋胴体後部260L＋主翼内93L×2＋増槽400L（合計：1,116L）    |
| 燃料搭載量         | 機内：580L（軽荷） 機内：716L（正規） 機内：716L＋増槽：400L（過荷）                                                         | 機内：580L（軽荷） 機内：716L（正規） 機内：716L＋増槽：400L（過荷） |
| 水メタノール搭載量 | 140L | 140L                                                                 |
| 潤滑油搭載量       | 60L | 60L                                                                  |
| 航続距離           | 1,432km（軽荷） 1,737km（正規） 2,545km（過荷）                                                                              | 1,715km（正規） 2,392km（過荷）                                      |
| 航続時間           | 3.86h（軽荷） 4.69h（正規） 6.87h（過荷）                                                                                    | 全力0.5h＋巡航3h または 4.87h（正規） 6.80h（過荷）                  |
| 武装               | 一一甲型：九九式二十粍二号機銃三型×4挺 （主翼内2挺＋主翼ガンポッド2挺） 仮称一一乙型：九九式二十粍二号機銃四型×4挺（主翼内） | 九九式二十粍二号機銃四型×4挺（主翼内）                               |
| 携行弾数           | 一一甲型：20mm機銃弾×400発 仮称一一乙型：20mm機銃弾×880発                                                                    | 20mm機銃弾×900発（主翼内側400発、主翼外側500発）                     |
| 爆装               | 一一甲型/仮称一一乙型：60kg爆弾×2発 一一丙型：60kg爆弾×4発 または 250kg爆弾×2発                                              | 60kg爆弾×4発 または 250kg爆弾×2発                                    |
| 生産機数           | 1,007機 | 415機                                                                |

- データは『試製紫電改仮取扱説明書』[134] および米国戦略爆撃調査団文書[135]に基づく。

- 紫電改一般要目表「紫電改取扱説明書」、海軍データより抜粋[136]

- 生産機数はそれぞれ一一型全体、二一型全体の数値。
- 最高速度については、資料や測定条件により異なる。本機の場合、主に発動機の不具合による出力不足が原因で、設計段階の計画値よりも大幅な速度低下を余儀なくされた。
- 紫電改の最高速度について、『試製紫電改仮取扱説明書』のデータでは、誉二一型発動機を最大出力で運転した場合の推算値（理論値）として高度6,000mで348kt/h（644.5km/h）とされている。しかし実際には、戦況の悪化による資源不足や生産体制逼迫の影響により、燃料品質や工作精度が低下して誉エンジンの不調が多発していた。このため、過熱・異常振動・ノッキング防止などの目的で発動機に運転出力制限が課せられていたため、発動機を全力運転することは現実的には困難であった。よって、実用上の最高速度の概略値として高度6,000mで321kt（594km/h）程度と記載されている。その他、資料により最高速度611～630km/h前後の数値も見られる。

## 登場作品

### ドキュメンタリー
『NHK特集 紫電改 最後の戦闘機』
1979年7月27日放送。1978年11月に愛媛県で発見され、放送された1979年7月に引き揚げられた機体を中心に、設計者や第三四三海軍航空隊、日米のパイロット、同機搭乗員の遺族らの証言によるドキュメンタリー番組。
『撃墜 3人のパイロット〜命を奪い合った若者たち』
NHKのドキュメンタリードラマ。紫電改パイロットである武藤金義らの物語。
『終戦75年 特別番組「紫電改」』
南海放送制作のドキュメンタリー番組。第三四三海軍航空隊と紫電改、隊員達とすき焼店「喜楽」女将や済美高等女学院（現在の済美高等学校）の交流と、海から引き揚げられた紫電改に搭乗していたと思われる6名の隊員の物語。

### 映画
『太平洋の翼』
第三四三海軍航空隊を描いた東宝制作・配給の戦争映画。新明和工業の協力で実物大のモックアップが製作された。

### アニメ
『荒野のコトブキ飛行隊』
一一型と二一型が登場。一一型は第1話で雇われ用心棒のナサリン飛行隊が使用するが、運動性の高い零式艦上戦闘機二一型に翻弄され全機撃墜される。二一型は第9話で所属不明機として登場し、穴を調査する主人公キリエらの操縦する九五式一型練習機を襲撃する。第10話以降は不明機と同じカラーリングのイケスカ所属機として登場する。
『ザ・コクピット』
『戦場まんがシリーズ』OVA作品の第2話『音速雷撃隊』に紫電が登場。主人公らの乗る一式陸上攻撃機を零戦と共に護衛する。航続距離が零戦よりも短いため、途上で空になった増槽を切り離すも、そのまま最後まで護衛を続ける。
『ストライクウィッチーズ』シリーズ
二一型をモデルとしたストライカーユニットが劇場版とTVアニメ第3期『ROAD to BERLIN』に登場。主に扶桑皇国海軍のウィッチ達が使用する。『ブレイブウィッチーズ』では艦上用の試製紫電改二がモデルのストライカーユニットが登場する。
『ドリフターズ』
ニ一型が異世界に飛ばされた菅野直大尉の乗機として登場。黒王軍によるカルネアデス侵攻の真中、史実における菅野の「謎の失踪（1945年8月1日）」の直後に菅野ごと召喚される。本来4挺装備の機銃が3挺しか機能していないが、これは失踪直前の菅野が機銃の筒内暴発を無線報告したとされる証言に一致する。
黒王軍の竜に焼き尽くされる人々を見た菅野が、空襲される日本を連想し激怒したことで竜4体を撃墜。その後オルテ北部の山岳地帯に不時着する。

### 漫画・文芸・小説
『鋼鉄のレヴァイアサン』
プロローグにて紫電改が登場。大和沖縄特攻の際に米海軍機を撃墜し、大和の護衛に成功する。山口多聞中将の強い要請により史実よりも航続距離が向上している。
『紫電』
『紫電改343』
『紫電改のタカ』
『紫電改のマキ』
『パラレルワールド大戦争』
豊田有恒の小説。松代大本営跡に生じたタイムトンネルを介して1945年の日本に介入した自衛隊により、プラグや燃料を未来から持ち込まれたものに改善したほか、翼下にサイドワインダー・ミサイルを搭載する等の改造を受けた上で、日本に襲来する米軍機を迎撃する。物語終盤では、自衛隊が鹵獲した米空母ワスプに搭載される。

### ゲーム
『War Thunder』
プレイヤーの操縦機体として、一一甲型・二一型・二一甲型が登場。
『アズールレーン』
重桜の戦闘機としてN1K3-Aが「紫電改二」という名称で登場。
『艦隊これくしょん -艦これ-』
艦載機として「紫電改二」（N1K3-A）、「紫電改四」（N1K4-A）が、基地航空隊の局地戦闘機として「紫電一一型」、「紫電二一型 紫電改」、いわゆるネームド機として「紫電改(三四三空) 戦闘301」「紫電改(三四三空) 戦闘701」「紫電改(三四三空) 戦闘407」が登場する。
『荒野のコトブキ飛行隊 大空のテイクオフガールズ！』
各キャラクターの搭乗可能機体として一一型と紫電改が登場。一一型はイヅルマ市自警団の主力機体のため、同組織内の広報部隊であるカナリア自警団も六人全員が本来の搭乗機としており、リッタに至っては一一型に乗るために入隊志願した経緯を持つ。